# 斯蒂芬妮·茱斯顿
史蒂芬妮·約斯顿（Stefanie Joosten，1988年8月5日—）是一位荷蘭模特、演员，自2011年以来定居日本。她第一次為大眾所知是在日本科樂美公司揭曉她將為2015年的新遊戲《潛龍諜影V 幻痛》中的角色静静提供動作捕捉，聲音和形象模組支持時。

## 早期经历
史蒂芬妮·約斯顿 生于荷兰东南部的林堡省鲁尔蒙德。如同大多数荷兰人一样，她在很小的时候就开始学习英语。据称她同样自很小的时候起就痴迷日本御宅文化。正因为这点，她选择在莱顿大学学习日本语言及文化专业。在2009年，她通过交换项目在日本学习了一年。正因为这个经历，她决定在毕业以后到日本定居。

## 职业生涯
約斯顿在日本交换学习的时候尝试了与几家正在寻找西方模特的经纪公司联系。这其中就有mystery agent。这家经纪公司正在为一个当时还未揭晓的游戏寻找模特兒。史蒂芬妮参加了一个有资深游戏设计师小岛秀夫出席的试镜活动。之后她被确定为潛龍諜影5：幻痛中一位重要人物静静提供外貌和声音捕捉。